# Peters Marland
Peters Marland – wieś w Anglii, w hrabstwie Devon, w dystrykcie Torridge. W 2001 miejscowość liczyła 234 mieszkańców.